# Cantó de Perthes
El cantó de Perthes és un antic cantó francès del departament del Sena i Marne, que estava situat al districte de Melun. Comptava amb 14 municipis i el cap era Perthes.
Va desaparèixer al 2015 i el seu territori es va dividir entre el cantó de Fontainebleau i el cantó de Saint-Fargeau-Ponthierry.

## Municipis
- Arbonne-la-Forêt
- Barbizon
- Boissise-le-Roi
- Cély
- Chailly-en-Bière
- Dammarie-les-Lys
- Fleury-en-Bière
- Perthes
- Pringy
- Saint-Fargeau-Ponthierry
- Saint-Germain-sur-École
- Saint-Martin-en-Bière
- Saint-Sauveur-sur-École
- Villiers-en-Bière

## Història
| Data d'elecció                           | Identitat          | Partit                    | Qualitat |
| ---------------------------------------- | ------------------ | ------------------------- | -------- |
| 1976-1982                                | Claude Hénault     | PS                        |          |
| 1982-1995                                | Jean-Claude Mignon | RPR                       |          |
| 1995-                                    | Lionel Walker      | Divers gauche, després PS |          |
| les dades anteriors no són pas conegudes |                    |                           |          |
|                                          |                    |                           |          |

## Demografia
| A partir de 1990: Població sense dobles comptes |